# Seznam osebnosti iz Občine Štore
Seznam osebnosti iz Občine Štore vsebuje osebnosti, ki so se tu rodile, delovale, umrle ali so z njo povezane.
Občina Štore obsega 12 naselij: Draga, Javornik, Kanjuce, Kompole, Laška vas pri Štorah, Ogorevc, Pečovje, Prožinska vas, Svetina, Svetli Dol, Šentjanž nad Štorami in Štore.

## Šolstvo in znanost
- Franc Šanc, filozof, jezuit, profesor zgodovine in geografije, profesor teoloških in filozofskih predmetov, strokovnjak za grškega filozofa Aristotela (1882, Javornik – 1953, Zagreb, Hrvaška)
- Betka Esih Vrbovšek, pedagoginja in pisateljica
- Janez Rupnik, prvi učitelj na Svetini
- Ivan Stukelj, šolnik in pisatelj (1861, Motnik – 1926, Frankolovo)
- Drago Vidmar, šolnik in slikar (1901, Šapjane, Hrvaška – 1982, Ljubljana)
- Albert Jerin, upravitelj šole v Sv. Lovrencu med svetovnima vojnama
- Ivan Rupnik, prvi učitelj pri Sv. Lovrencu (okrog 1880)
- Gašpar Vrečer, učitelj in nadučitelj (1845, Sv. Lovrenc – 1898, ?)
- Vojteh Jerin, šolski upravitelj v Sv. Lovrencu, izgnan med 2. svetovno vojno
- Elza Rojnik, prva upraviteljica šole v Sv. Lovrencu (1903, Celje – ?)
- Rudolf Lavrič, dipl. ing., prvi upravitelj Metalurške in industrijske šole Štore (ustanovljene 1947)
- Leon Cizelj, jedrski fizik, vodja Odseka za reaktorsko tehniko na Inštitutu Jožef Stefan in profesor na Fakulteti za matematiko in fiziko Univerze v Ljubljani, (1964, Celje ―)

## Gospodarstvo

### Rudarstvo in železarstvo
- Ignacij Novak, steklar, predhodnik štorovske železarne, lastnik rudnika na Pečovju
- Friedrich Bruno Andrieu, železar, podjetnik, tovarnar, 1850 kupil premogovno posest od Ignacija Novaka (1812, Trst, Italija – 1884, Gradec, Avstrija)
- Pavel pl. Puzter, 1851 postane solastnik železarne Štore
- Karel August Frey, metalurg, prvi direktor železarne Štore, 1868 je izvoljen za predsednika Rudarskega in fužinarskega društva za Spodnjo Štajersko
- Franc Pavel Melling, direktor železarne Štore od 1869 do 1871
- Jožef vitez Hampej, direktor železarne Štore po letu 1871
- Karel Neufeldt, 1876 postane novi lastnik železarne Štore, dunajski posestnik, generalni konzul Švedske in Norveške na Dunaju, ustanovitelj privatnega nemškega vrtca v Štorah
- Gustav pl. Neufeldt-Schöller, lastnik železarne Štore po letu 1912
- Desideruius von Bitzy, upravitelj železarne Štore v času častništva G. Neufeldt-Schöllerja
- Martin Klančišar – Nande, rudarski strokovnjak, direktor, partizan, politični aktivist, župan in učitelj (1903, Trbovlje – 1974, Celje)
- Ivan Jurkošek, glavni direktor železarne Štore Steel, podžupan Občine Štore

### Sadjarstvo
- Miha Vizjak, sadjar, narodnjak, član Narodne čitalnice v Celju (1814, Pečovje nad Štorami – 1892, Pečovje nad Štorami)

## Zdravstvo
- Aleksander Doplihar, specialist medicine dela, preventivne pediatrije in ginekologije, prostovoljec, prejemnik posebne zahvale Slovenskega zdravniškega društva za življenjsko delo na področju prostovoljstva leta 2013, isto leto je bil razglašen za Slovenca leta, 2015 je od predsednika Republike Slovenije prejel odlikovanje red za zasluge  (1930, Marija Bistrica, Hrvaška)

## Šport

### Nogomet
- Simon Rožman, nogometaš, nogometni trener (1983, Celje)
- Oskar Drobne, nogometaš (1975, Celje)
- Aleš Kačičnik, nogometaš in nogometni trener (1973, Celje)
- Marko Križnik, nogometaš in nogometni trener
- Jože Šuhel, nogometni vratar, športni funkcionar, amaterski igralec in rudarski tehnik

### Zimski športi
- Martin Čater, alpski smučar (1992, Celje)

### Ostali športi
- Peter Ščetinin, alpinist, skupaj z Antejem Mahkoto je prvi preplezal Sfingo v Triglavski severni steni
- Aleš Korošec, amaterski kolesar, udeleženec svetovnega prvenstva v kolesarjenju (UWCT SP za amaterje)
- Mihailo Lišanin, atlet, likovni pedagog, galerist, podjetnik in nagrajenec Občine Celje (1949, Lazac, Srbija ―)
- Magda Urh, kegljačica, državna reprezentantka, svetovna prvakinja, športna sodnica, prejemnica Bloudkove nagrade (1943, Celje ―)
- Alen Pevec, državni prvak v kartingu

## Kultura in umetnost

### Glasba
- Brane Klavžar, harmonikar, vodja Ansambla Braneta Klavžarja, avtor narodno-zabavne glasbe (1955, Celje)
- Stanka Kovačič, pevka narodno-zabavne glasbe (1941, Celje)
- Stanko Pirnat, skladatelj, zborovodja, pravnik in notar (1859, Štore – 1899, Mokronog)
- Ivan Ulaga (Vrhovski Anzek), ljudski godec, godbenik, kapelnik različnih pihalnih orkestrov in partizan (1910, Svetina – 1995, Slovenj Gradec)
- Ciril Pregelj, skladatelj, zborovodja in glasbeni učitelj, obiskoval osnovno šolo v Kompolah (1887, Olševek pri Šenčurju ― 1966, Izola)

### Slikarstvo
- Vinko Pevcin, slikar, učitelj fizike, tehnike in likovne, vodja Lutkovnega gledališča Maribor in dobitnik zlatega grba občine Štore (1927, Šoštanj)
- Lovrenc Jožef (Josip) Stachl, baročni slikar, 1755 je naslikal sliko Kristusovega rojstva v cerkvi Sv. Križa na Svetini
- Jakob Brollo, furlanski slikar, avtor fresk v cerkvi na Svetini, (1834, Humin – 1918, Humin)
- Jožef Anton Lerchinger, slikar, baročni freskant, avtor fresk v kapeli sv. Florijana v Svetlem Dolu (1720, Rogatec – 1787, ?)

### Kiparstvo
- Janez Gregor Božič, najpomembnejši kipar v prvi četrtini 18. stoletju na ozemlju današnje Slovenije, avtor kipa Janeza in Marije v cerkvi Sv. Križa na Svetini (okoli 1675, ? - 1724, Laško)
- Anton Ivšek, kipar, izdelal oltar v cerkvi Marije Snežne na Svetini leta 1775
- Ferdinand Gall, kipar, avtor kipov v cerkvi Marije Snežne na Svetini okoli leta 1780
- Mojster Bolfgang, kipar, slikar in freskant iz 15. stoletja, avtor kipa Križani v kapeli sv. Križa na Svetini

### Arhitektura in gradbeništvo
- Marjan Vengust, gradbenik, direktor, športni delavec, nagrajenec Občine Celje (1956, Celje –)

## Politika in pravo
- Franc Jazbec, župan Občine Štore, poslanec SDS (1954, Celje – 2021, Štore)
- Andrej Svetek, sodelavec Osvobodilne fronte, kulturnoprosvetni delavec, direktor in župan (1897, Ljubljana – 1983, Celje)
- Josip Pečnak, lokalni politik in gospodarstvenik (1816, Štore – 1905, Teharje)
- Jurij Ferme, pravnik, policist, veteran vojne za Slovenijo, komandir PU Maribor in PU Slovenj Gradec, prejemnik častnega znaka svobode Republike Slovenije (1963, Celje ― 2021, ?)

## Religija
- Franz Fumulo, duhovnik pri Sv. Lovrencu (1753, ? – 1825, Sv. Lovrenc)
- Jožef Cesar, duhovnik pri Sv. Lovrencu (1772, ? – 1826, Sv. Lovrenc)
- Andrej Hribar, duhovnik pri Sv. Lovrencu (? – 1838, Šmarje pri Jelšah)
- Janez Rotter, duhovnik pri Sv. Lovrencu (1782, ? – 1848, Sv. Lovrenc)
- Mihael Knez, duhovnik pri Sv. Lovrencu (1779, Solčava – 1860, Sv. Lovrenc)
- Vincenc Šišek (Žižek), duhovnik pri Sv. Lovrencu (?, Zibika – 1885, Sv. Lovrenc)
- Angelik Trenc, kaplan (?)
- Sigismund Zalokar, pastor (?)
- Polidor de Montagnana, antiprotestantski borec (med 1520 in 1530, Italija – 1604, Novo mesto)
- Jakob Gerge, kaplan (okoli 1540)
- Teodorik Janez Pures, kurat, kaplan in kapucin (okoli 1788)
- Marjan Rozman, duhovnik (? – 1996, Teharje)
- Ivan Koren, duhovnik (?)
- Lojze Gajšek, lazarist (1945, Žetale – 2016, Celje)
- Janez Puhan, misijonar in lazarist (1942)
- Martin Hrvatič, duhovnik (1916, Šentjanž – 1984, Fladnitz, Avstrija)
- Vinko Škafar, duhovnik, kapucin, teolog in profesor (1939, Beltinci –)
- Bernard Jauk, upravitelj duhovnije, kapucin (?)
- Pavel Anton Košir, duhovnik, upravitelj duhovnije, kapucin (1936, ? – 2021, Škofja Loka)
- Stanko Matjašec, duhovnik (1956, Velika Polana)
- Vinko Čonč, duhovnik (1964)
- Koleta (Frančiška) Kolar, redovnica, kot nuna usmiljenka zaposlena v bolnišnicah (1912, Svetina – 1994, Skopje, Makedonija)

## Vojska
- Marjan Jerin, komandant partizanskega Kozjanskega odreda
- Eugen Himmer, član Štajreske domovinske zveze, med vojno je živel na Svetini in vodil protipratizansko propagando (1900, Celje ― 1944, Svetina)
- Cvetka Jerin, partizanka, partizanska aktivistka, revolucionarka, sestra Marjana Jerina (1926, Kompole ― 1945, Resevna), po njej se imenuje ulica v Štorah

## Drugo

### Orglarska obrt
- Janez Jurij Eisel, orglar, lastnik ljubljanske baročne delavnice, orgle v cerkvi Sv. Lovrenca v Kompolah iz leta 1754 so njegove najstarejše ohranjene orgle

### Zvonarska obrt
- Nikolaj Urban Boset, celjski zvonar, leta 1689 je vlil zvon za cerkev Sv. Janeza Krstnika v Šentjanžu (1670, Zagreb, Hrvaška ― 1707, Celje)
- Konrad Schneider, celjski zvonar iz ugledne zvonarske rodbine, leta 1718 je ulil zvon za cerkev Marije Snežne na Svetini
- Gašper Baltazar Schneider, najpomembnejši celjski zvonar v 18. stoletju, leta 1767 je ulil tri zvonove za cerkev Sv. Lovrenca v Kompolah

### Mlinarska obrt
- Anton Grabič, mlinar, narodnoobrambni delavec, pevec, pesnik in publicist (1809, Levec ― 1886, Celje)
- Gregor Pečnak, lastnik treh mlinov po letu 1820 na Lipi v Štorah in na Pečovju ter lastnik edine žage v Štorah v začetku 19. stoletja
- Jurij Jurše, mlinar, lastnik dveh mlinov v Štorah leta 1826
- Jernej Hren, lastnik mlina v Štorah po letu 1820
- Valentin Žohar, lastnik dveh mlinov na Pečovju po letu 1820
- Jožef Vizjak, lastnik mlina na Pečovju po letu 1820

### Moda
- Nataša Čagalj, modna oblikovalka, rojena v Štorah, kreiranje oblačil je študirala v Parizu, danes živi in ustvarja v Londonu
- Urška Drofenik, modna oblikovalka, svoj atelje ima v Štorah (1976, Celje ―)

## Društva in z njimi povezane dejavnosti

### Telovadno društvo Sokol
- Antonija Katarina Renčelj
- Franc Renčelj, ukvarjal se je z orodno telovadbo

### Pevsko društvo Bodočnost
- Martin Stante, prvi pevovodja zbora, ustanovljenega leta 1920

### Godba na pihala
- Marko Tovornik, prvi dirigent godbe v Štorah, ustanovljene leta 1895, član avstro-ogrskega vojaškega orkestra
- Mihael Verbič, glasbenik, ustanovitelj Godbe železarjev Štore leta 1932 (1881, Laško – 1957,?)
- Stane Krivec, predsednik godbe, izvoljen leta 1950
- Štefan Vodišek, kapelnik godbe železarjev Štore leta 1950
- Franc Berghaus, vodja godbe železarjev Štore po letu 1956, pod njegovim vodstvom se zasedba zelo razširi
- Janez Ulaga, ustanovitelj godbe na Svetini leta 1897

## Osebnosti od drugod
- Gašper Cerkovnik, umetnostni zgodovinar, ukvarjal se je s proučevanjem kipov v kapeli sv. Križa na Svetini
- Bojan Cvelfar, direktor Zgodovinskega arhiva Celje, direktor Arhiva Republike Slovenije
- Branko Goropevšek, zgodovinar in bibliotekar (1966, Celje – 2012 Celje)
- Jure Krašovec, pesnik, novinar, urednik, publicist in zgodovinar (1928, Laško – 2004, Celje)
- Jože Maček, agronom, ekonomist, zgodovinar in akademik  (1929, Olešče pri Laškem –)
- Karla Oder, etnologinja, zgodovinarka in muzejska svetovalka (1960, Slovenj Gradec –)
- Ignacij Orožen, rimskokatoliški duhovnik in zgodovinar, med drugim se je veliko ukvarjal tudi s proučevanjem cerkva v Občini Štore (1819, Laško – 1900, Maribor)
- Rudolf Gustav Puff, pravnik, publicist in ljubiteljski zgodovinar, prvi omenja kip Križanega v kapeli sv. Križa na Svetini leta 1847 (1808, Holzbaueregg, Avstrija – 1865, Maribor)
- Andreja Rihter, zgodovinarka, sociologinja, pedagoginja, kustodinja in političarka (1957, Celje –)
- France Stele, umetnosti zgodovinar in konservator, v delih je preučeval tudi slike in kipe v kapelah in cerkvi na Svetini, (1886, Tunjice - 1972, Ljubljana)